# ماونتین هاردویر

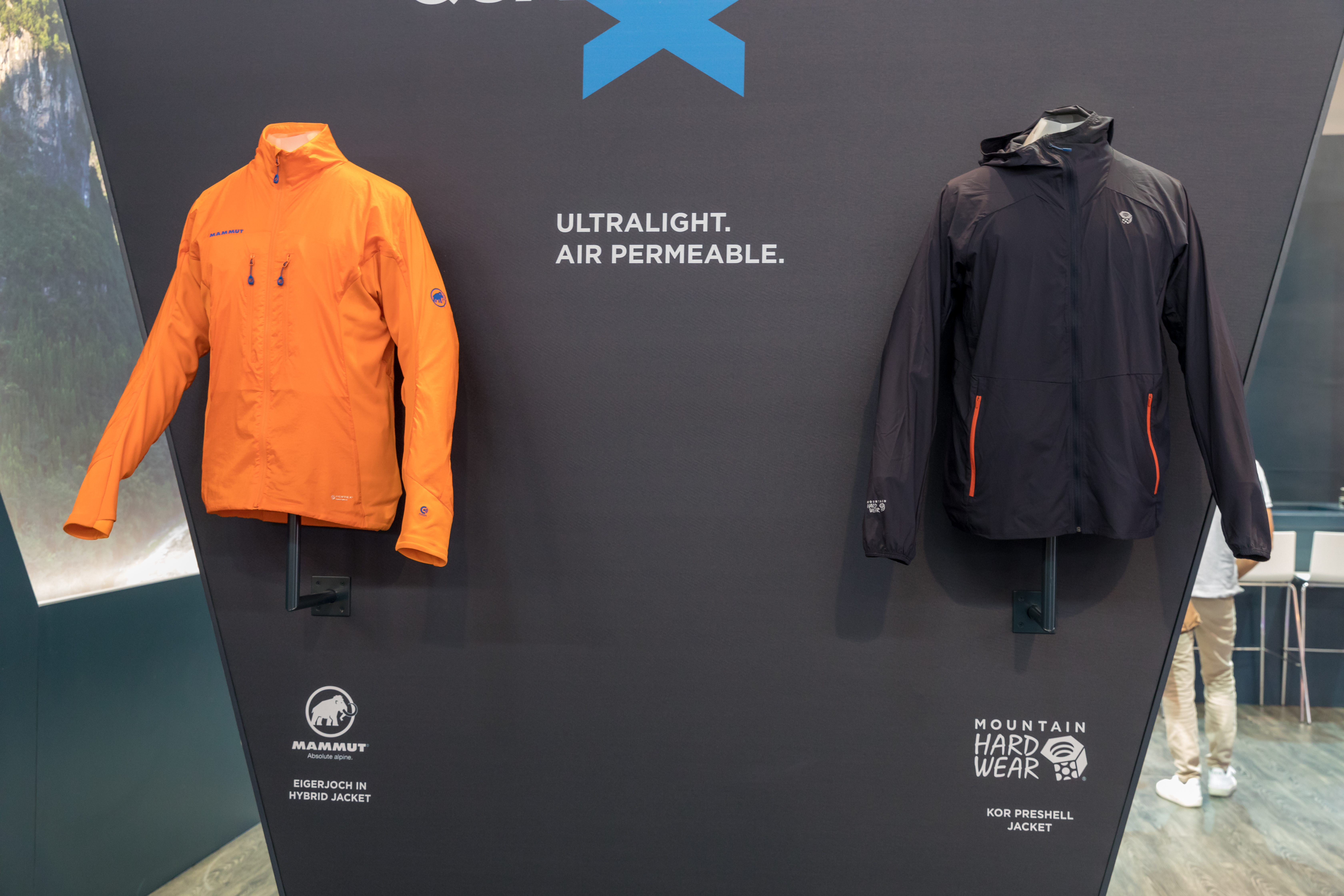
دو کاپشن از تولیدات ماونتین هاردویر - ۲۰۱۸

ماونتین هاردویر (انگلیسی: Mountain Hardwear) شرکت تجهیزات ورزشی و پوشاک آمریکایی است، که در سال ۱۹۹۳ تأسیس شد و هم‌اکنون زیرمجموعه‌ای از شرکت کلمبیا اسپورتویر می‌باشد.